# Chó chăn cừu Maremma
Chó chăn cừu Maremma, còn được gọi dưới cái tên khác là chó chăn cừu Maremmano-Abruzzese (tiếng Ý:Cane da pastore Maremmano-Abruzzese) và cũng thường được gọi bằng những cái tên đơn giản và ngắn gọn hơn như chó chăn cừu Maremmano hoặc chó chăn cừu Abruzzese, là một giống chó chăn nuôi bản địa ở miền trung nước Ý, đặc biệt là vùng Abruzzo-Maremma Tuscany và Lazio. Nó đã được sử dụng trong nhiều thế kỷ bởi những người chăn cừu Ý để bảo vệ cừu khỏi những con sói. Bản dịch cái tên theo tiếng Anh của giống chó này, theo nghĩa đen của tên là "Con chó của những mục tử của vùng Maremma và Abruzzese". Tên tiếng Anh của giống có nguồn gốc từ vùng đầm lầy Maremma, nơi mà cho đến gần đây những người chăn cừu, chó và hàng trăm ngàn con chiên vẫn chiếm số lượng quá lớn, và nơi giống ngày nay phong phú mặc dù việc chăn nuôi cừu đã giảm đáng kể. Loài này được sử dụng rộng rãi ở Abruzzo, nơi chăn cừu vẫn còn sống động, có giá trị chi phối nền kinh tế nông thôn và con sói vẫn là một động vật ăn thịt được bảo vệ. Giống chó tương tự có thể kể đến gồm Chó Miền núi Pyrenean, Chó Kuvasz Hungary, Chó Tatra Ba Lan, Chó Slovak Cuvac và Chó Šarplaninac (mặc dù không phải màu trắng), và tất cả đều có chung một tổ tiên; và Chó Akbash của Thổ Nhĩ Kỳ.